# Onsterfelijkheid

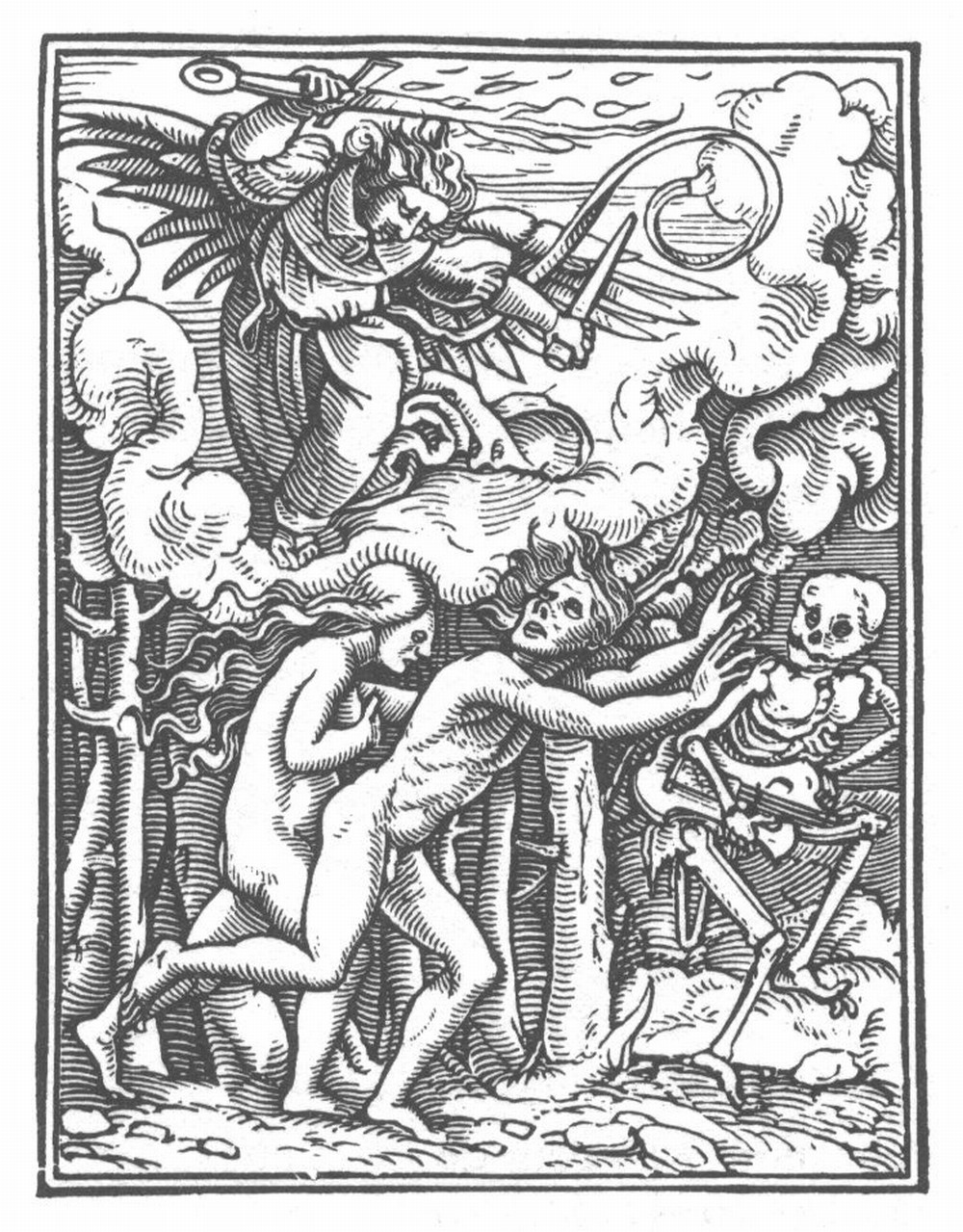
Adam en Eva worden veroordeeld tot sterfelijkheid bij de verdrijving uit het paradijs (Hans Holbein de Jonge, Danse Macabre, 16e eeuw).

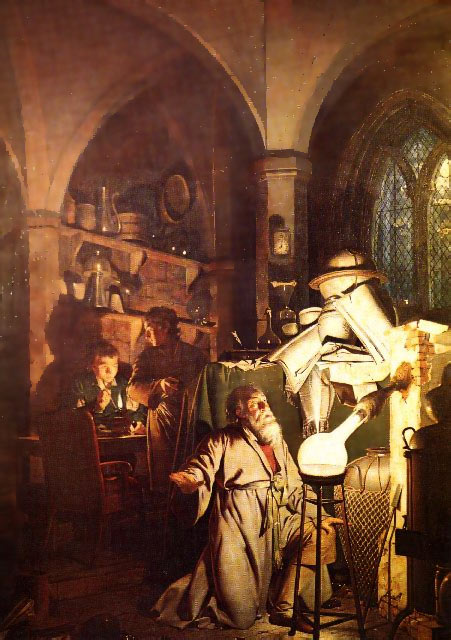
Joseph Wright of Derby, De alchemist op zoek naar de steen der wijzen (1771).

Onsterfelijkheid duidt eeuwig leven aan, zonder dood of sterven, een oneindig bestaan. Van sommige organismen, zoals de kwallensoort Turritopsis dohrnii, wordt gezegd dat ze biologisch onsterfelijk zijn.
Menselijke onsterfelijkheid kan letterlijk en figuurlijk worden opgevat. In figuurlijke zin betekent het dat een mens voortleeft in de herinnering van de levenden, bijvoorbeeld als geliefde vriend of familielid, of als iemand die grote daden heeft verricht. In de meeste gevallen heeft de term een positieve betekenis.
Onsterfelijkheid in de letterlijke zin speelt een belangrijke rol in vrijwel alle religies. In dat geval gaat het vaak om de onsterfelijke ziel die op enigerlei wijze voortbestaat na de dood (leven na de dood in een hiernamaals).

## Jodendom
Volgens de Hebreeuwse Bijbel hadden de mensen een eeuwig leven op aarde kunnen hebben door te eten van de levensboom die stond in de Hof van Eden, midden in het paradijs. Adam en Eva verspeelden deze kans doordat zij aten van de boom van de kennis van goed en kwaad, de zondeval, en uit het paradijs werden verdreven.
In Daniël 12:2 staat de zin "Velen van hen die slapen in de aarde, in het stof, zullen ontwaken, sommigen om eeuwig te leven, anderen om voor eeuwig te worden veracht en verafschuwd", maar verder komen de opstanding en onsterfelijkheid niet prominent in de Hebreeuwse Bijbel voor. Bovendien is Daniël een zeer laat boek, waarschijnlijk uit rond 165 v.Chr., en het idee van een opstanding kan niet duidelijk in de vroegere Bijbelboeken worden gevonden.

### Deuterocanonieke werken
In de deuterocanonieke boeken komt onsterfelijkheid als begrip wel voor, vooral in Wijsheid en Sirach. De vermeldingen worden echter theologisch niet doorgewerkt.

## Christendom
Paulus schreef in Romeinen 2:6-7: "God beloont een ieder naar zijn daden. Aan wie het goede doet en daarin volhardt, aan wie glorie, eer en onsterfelijkheid zoekt, schenkt hij het eeuwige leven." Hiermee wordt de opstanding uit de dood en eeuwig leven in de hemel aangeduid (1 Korintiërs 15:50-57; Johannes 6:39-40,47). Geloof in Jezus Christus is hiervoor een voorwaarde (1 Johannes 5:13). Deze geloofsartikelen behoren tot de oudste in het christendom en de kern van het christendom (1 Korintiërs 15:12-22).
Strikt genomen maakt het Nieuwe Testament een onderscheid tussen "eeuwig leven" en "onsterfelijkheid". Alleen God, "die alles in leven houdt", is onsterfelijk (1 Timoteüs 6:12-16).

### Origenes
Er hebben met betrekking tot het eeuwige leven altijd alternatieve opvattingen bestaan. Origenes verdeelde de tijd in opvolgende wereldtijden αιωνων (eonen). In die zin moest volgens hem ook de term ζωην αιωνιον, "eeuwig leven" worden opgevat, als periode met een begin en een einde. De uitdrukking wordt zodoende synoniem met 'leven van de toekomende eeuw', een frase zoals die voorkomt in de geloofsbelijdenis van Nicea. Op de tekst van deze geloofsbelijdenis hebben de volgelingen van Origenes aanvankelijk enige invloed kunnen uitoefenen. Het Bijbelse Griekse grondwoord αιων heeft inderdaad niet de primaire betekenis van 'zonder einde'. Zo komt bij Origenes aan elk eon een einde. Na de wederoprichting van alle dingen (apokatastasis pantoon) zijn de wereldtijden en daarmee de heerschappij van Christus voorbij en zal God alles zijn in allen (1 Korintiërs 15:28). In deze apokatastasis pantoon is bij Origenes geen plaats voor eindeloze hellestraffen. Uiteindelijk zullen alle mensen, ook de duivel, met God verzoend worden. Een kerkelijke veroordeling van de leer van Origenes vond plaats in 543.

## Mythologie en fictie
Onsterfelijkheid komt ook in mythologie en fictie voor. Het wordt niet altijd beschouwd als iets positiefs. Ook wordt soms met onsterfelijkheid bedoeld dat je niet kan sterven door de natuurlijke dood, vaak is er dan ook sprake van een zekere eeuwige jeugd of het op een bepaald tijdstip stilvallen van het verouderen. Dit laatste is soms ook het geval bij letterlijke onsterfelijkheid; als dat niet het geval is, is die letterlijke onsterfelijkheid een ware kwelling.
Voorbeelden van onsterfelijkheid in mythologie en fictie:
- De mythe van Tithonos, de man die onsterfelijkheid kreeg maar geen eeuwige jeugd.
- Amrita, volgens het Hindoeïsme de drank die de goden onsterfelijk maakt.
- Ba Xian, ook wel de Acht Onsterfelijken, in het Taoïsme. De eerste die onsterfelijk werd, was Li Tieguai, een asceet en leerling van Laozi, de grondlegger van het taoïsme. Hij leerde het geheim van de onsterfelijkheid van Xi Wangmu, volgens taoïstische volksmythes de vrouw van de Jadekeizer Yu Huang. Ze wordt vaak afgebeeld in de boomgaard van onsterfelijkheid. Ze kweekte de perziken van onsterfelijkheid; deze boom gaf eens in de drieduizend (of negenduizend) jaar vruchten. Ze geeft dan een feestmaal, waarbij alle onsterfelijken kunnen eten van de perziken.
- De mythe van de Fontein van de Eeuwige Jeugd.
- Ahasverus de Wandelende Jood, die Jezus op weg naar Golgotha hard zou hebben aangepakt, waarop hij ertoe werd veroordeeld om tot de Dag des oordeels rusteloos over de wereld te zwerven.
- Gulliver's Travels van Jonathan Swift.
- De metafysische roman "Alle mensen zijn sterfelijk" (1946, Tous les hommes sont mortels) van Simone de Beauvoir verhaalt van Raimon Fosca, een man die vervloekt is tot eeuwig leven.
- Een ludiek voorbeeld van onsterfelijkheid wordt gegeven door Douglas Adams in zijn Transgalactisch liftershandboek. In het boek komt de alien Wowbagger voor die door zijn onsterfelijkheid uit pure verveling het zijn taak heeft gemaakt om ieder wezen in het universum, op alfabetische volgorde, te beledigen.

## Alchemie
Alchemisten in het westen en het oosten waren op zoek naar het geheim van het eeuwige leven. Van vijftiende-eeuwse Franse alchemist Nicolas Flamel werd gezegd dat hij de Steen der wijzen en het levenselixer zou hebben ontdekt, wat hem in staat stelde om onsterfelijk te worden, samen met zijn vrouw Perenelle.

## Filosofie
De onsterfelijkheid van de ziel is een van de drie postulaten die volgens de Duitse filosoof Immanuel Kant noodzakelijk zijn in de ethiek.